# 红沙蚺
红沙蟒（学名：Eryx miliaris）是一种分布于亚洲中西部地区的蛇，隶属于蚺科沙蟒属。

## 形态特征
体长约1米。眼小，瞳孔直立。背部灰色、沙褐色或红褐色，有不规则的黑色横斑，腹面灰白色，散有黑色斑点。尾短，末端钝圆。

## 生活环境
红沙蟒栖息于沙漠、荒漠与绿洲交界的边缘地带，穴居。以啮齿动物和蜥蜴为食。卵胎生。